# Tjålmakjauratj (Jokkmokks socken)
Tjålmakjauratj är en sjö i Jokkmokks kommun i Lappland och ingår i Luleälvens huvudavrinningsområde. Sjön har en area på 0,167 kvadratkilometer och ligger 610 meter över havet. Tjålmakjauratj ligger i Pärlälvens fjällurskog Natura 2000-område.

## Delavrinningsområde
Tjålmakjauratj ingår i det delavrinningsområde (739152-162399) som SMHI kallar för Ovan Puollemåivjåkåtj. Medelhöjden är 693 meter över havet och ytan är 44,89 kvadratkilometer. Det finns inga avrinningsområden uppströms utan avrinningsområdet är högsta punkten. Jarrebäcken som avvattnar avrinningsområdet har biflödesordning 4, vilket innebär att vattnet flödar genom totalt 4 vattendrag innan det når havet efter 272 kilometer. Avrinningsområdet består mestadels av skog (40 procent), sankmarker (20 procent) och kalfjäll (34 procent). Avrinningsområdet har 0,82 kvadratkilometer vattenytor vilket ger det en sjöprocent på 1,8 procent.